# 達圖
達圖（Datu）是一個見於菲律賓維薩亞斯群島和民答那峨島的頭銜，乃是地方領袖、酋長或君主的稱號，如今與Lakan、Apo、Rajah、Sultan同是對世襲貴族的尊稱。「達圖」的稱號與印度尼西亞、馬來西亞和汶萊的「拿督」（Datuk）稱號，以及斐濟的「拉圖」（Ratu）稱號有淵源，是在前殖民地時期以前，隨着馬來人的遷移流傳至菲律賓群島。

## 外部連結
- 西班牙殖民菲律賓的歷史